# 小行星5511
小行星5511（英語：5511 Cloanthus）是一颗围绕太阳公转的小行星。1988年10月8日，卡罗琳·舒梅克、尤金·舒梅克在帕洛马山发现了此天体。
这颗小行星的绝对星等为121.95182等。小行星5511以希臘神話的人物克洛安圖斯（Cloanthus）命名。